# Sitophora lycaste
Sitophora lycaste är en fjärilsart som beskrevs av Druce 1891. Sitophora lycaste ingår i släktet Sitophora och familjen nattflyn. Inga underarter finns listade i Catalogue of Life.